# 名古屋市立東山小学校
名古屋市立東山小学校（なごやしりつ ひがしやましょうがっこう）は、名古屋市千種区橋本町にある公立小学校。

## 歴史
1942年（昭和17年）9月1日、千種区田代町字鳥金において田代国民学校の分校として成立。翌年4月1日、名古屋市東山国民学校として分離独立を果たした。
戦況の激化により、1945年（昭和20年）5月8日から10月15日まで愛知県丹羽郡古知野町（江南市）において集団疎開を行っている。
1947年（昭和22年）4月1日に名古屋市立東山小学校と名称を改めている。
1958年（昭和33年）8月27日には星ヶ丘1-4に、1971年（昭和46年）1月8日には見附町3-1-3にそれぞれ分校が成立した。星ヶ丘の分校は1962年（昭和37年）4月1日に星ヶ丘小学校として、見附町の分校は1982年（昭和57年）4月1日に見付小学校としてそれぞれ分離独立を果たしている。

### 児童数の変遷
『愛知県小中学校誌』（2018年）によると、児童数の変遷は以下の通りである。
| 1947年（昭和22年） | 807人   |  |
| 1957年（昭和32年） | 2,300人 |  |
| 1967年（昭和42年） | 1,775人 |  |
| 1977年（昭和52年） | 2,183人 |  |
| 1987年（昭和62年） | 1,275人 |  |
| 1997年（平成9年）  | 870人   |  |
| 2007年（平成19年） | 970人   |  |
| 2017年（平成29年） | 1,016人 |  |

## 部活動
部活動として、水泳部・野球部・陸上部・ソフトボール部・サッカー部・バスケットボール部・金管バンド部が活動を行っている。

## 通学区域
所管する名古屋市教育委員会は、2018年（平成30年）9月1日現在、千種区のうち、朝岡町1～2丁目・池上町・鹿子町・唐山町3丁目・清住町・楠元町・新池町・田代町字鹿子殿・東明町・猫洞通・橋本町・東山通2～5丁目・日和町2～5丁目・平和公園三丁目・本山町の全域および朝岡町3丁目・唐山町1～2丁目・末盛通5丁目・園山町1丁目・徳川山町3丁目・東山通1丁目・日和町1丁目・平和公園一丁目・平和公園二丁目・四谷通1～2丁目の各一部を通学区域として指定している。
また、卒業後の進学先は名古屋市立東星中学校となっている。

## 交通アクセス
- 名古屋市営地下鉄東山線・名城線 本山駅が最寄り駅である[WEB 1]。

### WEB
1. 1 2  名古屋市教育委員会事務局総務部企画経理課企画統計係 (2018年9月18日). “千種区の小・中学校一覧”.   名古屋市. 2018年11月14日閲覧。
2. ↑  “部活動のページ”.   名古屋市立東山小学校. 2018年12月16日閲覧。
3. ↑  名古屋市教育委員会事務局総務部教育環境計画室計画係 (2018年9月1日). “名古屋市立小・中学校の通学区域一覧（千種区）” (PDF).   名古屋市. 2018年11月15日閲覧。
4. ↑  名古屋市教育委員会事務局総務部教育環境計画室計画係 (2018年4月1日). “名古屋市立中学校区一覧（小→中）” (PDF).   名古屋市. 2018年11月14日閲覧。

### 書籍
1. 1 2  千種区制施行50周年記念事業実行委員会 1987, p. 400.
2. ↑  千種区制施行50周年記念事業実行委員会 1987, p. 332.
3. 1 2 3  千種区制施行50周年記念事業実行委員会 1987, p. 401.
4. ↑  六三制教育七十周年記念 愛知県小中学校誌 合同記念誌編集特別委員会 2018, p. 166.